# Главаш, Бранимир
Бра́нимир Гла́ваш (хорв. Branimir Glavaš; род. 23 сентября 1956, Осиек, Хорватия) — хорватский политик правого толка, бывший генерал-майор, по образованию юрист. Был одним из основателей Хорватского демократического содружества (ХДС), находившегося у власти в 1990-х годах, и одной из ключевых фигур партии до разрыва с ней в 2006 году. В 2009 году признан виновным в военных преступлениях.
Прославился в родном Осиеке во время хорватской войны за независимость 1991—1995 гг.,  когда он руководил его защитой и получил звание генерал-майора хорватской армии. После войны он продолжал оказывать большое влияние как один из ведущих членов ХДС. 
В 2005 году обвинённый хорватским судом в военных преступлениях Главаш вышел из ХДС и основал объединение граждан — Хорватскую демократическую ассамблею Славонии и Бараньи, а в 2006 году основал её преемницу — партию «Хорватский демократический союз Славонии и Бараньи». После длительного и противоречивого судебного процесса, в ходе которого он был переизбран в парламент и дважды лишён неприкосновенности, в 2009 году он был признан виновным в пытках и убийствах сербских мирных жителей в городе Осиеке во время войны и приговорён Загребским окружным судом к 10 годам лишения свободы. Главаш бежал в соседнюю Боснию и Герцеговину, где был арестован. В сентябре 2010 года его приговор был оставлен в силе боснийским судом, хотя и был сокращён до 8 лет тюремного заключения. Отбывал наказание в южнобоснийском городе Мостар.
20 января 2015 года, отсидев пять лет в тюрьме, он был освобожден из тюрьмы после того, как Конституционный суд Хорватии снял с него обвинения в военных преступлениях в связи с нарушением норм процессуального права. Его дело было возвращено в Верховный суд для повторного рассмотрения. В июле 2016 года Верховный суд отменил его приговор и назначил новое судебное разбирательство.

## Ранние годы и военная карьера
Отец Главаша Любомир и его мать Зорка (урождённая Панджич) родились в селе Дриновцы, Груде (современная Босния и Герцеговина) и переехали в Осиек в 1949 году. Мальчик посещал гимназию в родном городе и окончил юридический факультет местного Университета имени Йосипа Юрая Штросмайера. В 1990 году Главаш был одним из основателей Хорватского демократического содружества (ХДС) и одним из самых видных членов этой партии в Славонии. В том же году он был избран в Хорватский сабор, а позже стал членом последней хорватской делегации в Вече республик и краёв Скупщины СФРЮ. 
Когда напряжённость между новым хорватским правительством и этническим сербским меньшинством Хорватии начала обостряться, Главаш стал одним из самых воинственных хорватских политиков, заработав репутацию индивидуалиста. С 12 октября 1990 по 24 апреля 1992 года он был секретарём Секретариата национальной обороны муниципалитета Осиека (Sekretarijat za narodnu obranu općine Osijek), став одним из наиболее важных должностных лиц, отвечающих за защиту Осиека и Славонии. 
2 ноября 1991 года, когда хорватская война за независимость уже шла, он был назначен помощником командующего обороной Осиека, отвечающим за территориальную координацию и связи с общественностью. 1 декабря 1991 года ему было присвоено звание майора (bojnik), а 7 декабря 1991 года он был назначен командующим обороной Осиека. За организацию обороны, а также за вклад в защиту родины награжден и повышен до званий майора (1 декабря 1991 г.), полковника (февраль 1992 г.), бригадного генерала (1993 г.), генерал-майора хорватской армии. В апреле 1992 года, после расформирования Командования обороны Осиека, он был назначен помощником командующего Первой оперативной зоной Осиека. 

## Политическая карьера после войны
После демобилизации, 30 мая 1992 года, он был избран председателем Исполнительного совета Осиекского муниципального собрания. На выборах в феврале 1993 года он был избран делегатом в Палату жупаний, а 14 апреля 1993 года он стал первым жупаном жупании Осьечко-Бараньска. 
Со временем у Главаша возникло соперничество с главой Осиека Златко Крамаричем, который был его противоположностью во всем — от политики до стиля. После местных выборов 1993 года Крамарич пришёл к власти в Осиеке, но Главаш и его ХДС сохранили за собой остальную часть жупании Осьечко-Бараньска. В тот период Главаш удивил многих, предложив сельскохозяйственные субсидии этническим сербам в оккупированных тогда частях восточной Славонии и объяснив, что он будет «первым в мире, как и в войне».
На выборах в октябре 1995 года был избран в Палату депутов, затем на выборах в апреле 1997 года был переизбран в Палату жупаний, а в мае 1997 года также был переизбран жупаном Осиекско-Бараньской жупании. 
В октябре 1997 года был назначен инспектором хорватской армии (Inspektor Hrvatske Vojske) в Генеральную инспекцию вооружённых сил Республики Хорватия (Glavna Inspekcija Oružanih Snaga Republike Hrvatske) Министерства обороны Республики Хорватия. В феврале 1999 г. он вернулся к своему жупанскому политическому посту, где оставался до конца июня 2000 года.
В ноябре 1997 года он обратился к властям с ходатайством о признании его частичной инвалидности, вызванной переломом ребра, который он получил, проезжая мимо Бьеловара в январе 1992 года. Позже он был временно лишён статуса ветерана-инвалида, пока тот не был восстановлен по решению суда. 
Он был переизбран в хорватский парламент на выборах в январе 2000 года. 
Главаш крепко держал власть, а восточная Славония оставалась оплотом ХДС даже после смерти Франьо Туджмана и утраты его партией власти на национальном уровне в 2000 году. В 2002 году, когда сторонник жёсткой линии Ивич Пашалич бросил вызов более умеренному лидеру ХДС Иво Санадеру за партийное руководство, Главаш, несмотря на свою бескомпромиссную репутацию, решил поддержать Санадера. На решающем съезде ХДС это одобрение помогло Санадеру остаться председателем партии. 
Год спустя ХДС выиграла парламентские выборы в ноябре 2003 года, и Санадер стал премьер-министром, а Главаш стал одним из его самых важных союзников. Главаш был переизбран в парламент на тех же выборах. 

### Разрыв с ХДС
Шло время, и политика Иво Санадера стала менее популярной, и перспективы Хорватии по вступлению в ЕС стали очевидными, поэтому Главаш начал публично дистанцироваться от Санадера. Главаш выразил евроскептицизм в отношении того, как ЕС будет вести переговоры о вступлении Хорватии, и критически отозвался о Международном трибунале по бывшей Югославии (МТБЮ). 
Этот процесс обострился за несколько дней до начала местных выборов в мае 2005 года. Главаш провозгласил себя регионалистом и начал выступать за региональную реорганизацию Хорватии, основав с этой целью политическую организацию. 20 апреля 2005 г. впервые была опубликована программа Хорватского демократического сабора Славония и Баранье — Хорватской демократической ассамблеи Славонии и Бараньи. На следующий день Главаш был немедленно исключён из ХДС, но не раньше, чем убедил почти всех членов своей местной партии поддержать его проект и новый избирательный список. 
На местных выборах 2005 года в Хорватии его список независимых кандидатов получил относительное большинство в Осиеке и жупании Осьечко-Бараньска. Это побудило Крамарича обратиться ко всем другим партиям в Осиеке и попытаться сформировать широкую коалицию против Главаша, предложение, которое было принято и привело к тому, что сторонники ХДС объединились с такими, как Социал-демократическая партия Хорватии. В июне 2005 года Главаш победил эту схему, сначала объединившись с ультраправой Хорватской партией права (HSP) в коалиции, которая впервые дала HSP пост главы Осиека; а затем убедив некоторых депутатов коалиции против Главаша поддержать его кандидатов на инаугурационных сессиях жупании Осьечко-Бараньска и городского собрания Осиека. 
21 мая 2005 года Главаш и его сторонники основали новую политическую партию — «Хорватский демократический союз Славонии и Бараньи». 

## Обвинения в военных преступлениях
В июле 2005 года Главаш был публично замешан в убийствах сербских мирных жителей в Осиеке в 1991 году. В мае 2006 года главный прокурор Хорватии Младен Байич обратился в хорватский парламент с просьбой лишить Главаша депутатской неприкосновенности, чтобы возбудить официальное уголовное судопроизводство по этому делу. 10 мая эта просьба была удовлетворена. 
В ходе судебного разбирательства прокуратура дважды потерпела неудачу в своих попытках арестовать Главаша, поскольку следственные судьи и местные суды отклонили их требования о выдаче ордеров на арест. Однако 23 октября один из следственных судей выдал ордер на арест, который после четырёх дней драматических и запутанных обсуждений был утверждён представительством хорватского парламента по мандатно-иммунитетным делам. Главаш был арестован 26 октября и заключён в тюрьму из-за опасений, что он может повлиять на свидетелей, если его отпустят под залог. 
Следственный судья Осиека Марио Ковач постановила, что дело против Главаша может быть возбуждено. Впоследствии Главаш объявил голодовку. 2 декабря 2006 г. Главаш был освобождён из-под стражи в ожидании суда, что положило конец его 37-дневной голодовке. Следственный судья постановил, что Главаш слишком болен, чтобы присутствовать на судебных слушаниях, и расследование было приостановлено. 8 февраля 2007 г. дело против Главаша было возобновлено. 
Главашу было повторно предъявлено обвинение 16 апреля 2007 года в окружном суде Осиека в том, что он отдавал приказы членам подразделения под его командованием похищать, пытать и убивать сербов в конце 1991 года. После предъявления обвинения он был возвращён под стражу. 27 апреля он начал вторую голодовку. 9 мая ему было предъявлено второе обвинение по обвинению в заказе пыток и убийстве как минимум двух сербских мирных жителей. Суд над ним начался в Осиеке 15 октября 2007 г. 
На выборах в Хорватии 25 ноября 2007 г. Главаш был переизбран в парламент. Это восстановило его неприкосновенность, и он был освобождён из-под стражи. 14 июля 2008 г. судебное разбирательство было отложено до сентября 2008 г. из-за предполагаемого плохого состояния здоровья одного из сообвиняемых Главаша. По хорватскому законодательству, поскольку в судебном процессе был перерыв более чем на два месяца, должно было быть проведено повторное судебное разбирательство. 
Главаш и его сторонники утверждали, что уголовное расследование было политически мотивированным, и указывали на то, что его начало совпало с уходом Главаша из правящей партии ХДС. Также сообщалось, что свидетелям судебного процесса, в том числе журналисту из Осиека Драго Хедлу, угрожали. 
8 мая 2009 года Окружной суд Загреба признал Главаша виновным в пытках и убийстве сербских мирных жителей в Осиеке и приговорил его к 10 годам тюремного заключения. Однако Владимир Шишлягич, лидер Хорватского демократического союза Славонии и Бараньи, политической партии, основанной Главашем, появился в суде вместо него и заявил, что тот находится «в безопасном месте». Главаш бежал из страны, как сообщается, в Герцеговину, получив гражданство Боснии и Герцеговины семью месяцами ранее. 
Главаш был арестован недалеко от боснийского города Купрес 13 мая 2009 г. Министерство юстиции Хорватии подало запрос о его экстрадиции, который 23 июня 2009 г. был отклонён. В июне 2010 г. Верховный суд Хорватии подтвердил обвинительный приговор для Главаша и других, но сократил срок до восьми лет лишения свободы. 
Вердикт автоматически аннулировал его членство в парламенте вместе с неприкосновенностью и другими привилегиями, которыми он продолжал пользоваться до этого. Впоследствии парламентский комитет решил, что его полномочия истекают в день вынесения окончательного приговора, 2 мая 2010 г., решение, которое он публично обжаловал, заявив, что они должны ему одну зарплату. 
Другой скандал возник после того, как выяснилось, что видные члены политической партии Главаша участвовали в заговоре с целью подкупа членов Верховного суда, чтобы проявить к нему снисхождение. 
На основании соглашения о взаимном исполнении уголовных санкций между Хорватией и Боснией и Герцеговиной суд Боснии и Герцеговины подтвердил приговор второй инстанции, и Главаш был арестован в селе Дриновцы 28 сентября 2010 года.
Он был заключён в южном боснийском городе Мостаре. 20 января 2015 года, отсидев пять лет в тюрьме, он был освобожден из тюрьмы после того, как Конституционный суд Хорватии отменил его обвинительный приговор за военные преступления по процессуальным основаниям. Дело было возвращено в Верховный суд для повторного рассмотрения. Он является высокопоставленным хорватским чиновником, осуждённым местными судами за военные преступления. После освобождения из тюрьмы был переизбран в хорватский парламент 8-го созыва в ноябре 2015 года, а также на девятых внеочередных парламентских выборах 11 сентября 2016 года. 

## Награды
За свой вклад во время войны за независимость Хорватии Главаш был награждён несколькими медалями: 
- Медаль Благодарности Родины
- Медаль «В память об Отечественной войне»
- Кавалер ордена Хорватского трилистника
- Кавалер ордена Анте Старчевича
- Кавалер ордена Бана Елачича
- Кавалер ордена Князя Домагоя
- Кавалер ордена Князя Трпимира

После его осуждения за военные преступления отзыв этих наград был часто упоминаемой темой в средствах массовой информации, и президенты Хорватии Месич и Йосипович заявили, что они будут решать этот вопрос в соответствии с законом, который гласит, что незаконные и аморальные действия являются основанием для отзыва. 
После приговора Верховного суда президент Йосипович официально лишил наград, но не раньше, чем Главаш заявил в СМИ, что продал свои медали. Йосипович ответил, заявив, что с металлическими знаками отличия можно обращаться любым способом, но моральное содержание этой чести воздаётся Президентом Республики. 
В августе 2010 года президент Йосипович также заявил, что Главаш будет участвовать в военной процедуре с целью аннулирования генеральского звания в соответствии с законом, согласно которому офицеры, приговорённые к длительному тюремному заключению (более трёх лет), теряют своё звание. Месяц спустя он вынес соответствующее решение в отношении Мирко Нораца, Владимира Загорца, Тихомира Орешковича и Синиши Римац. 
В 2021 году президент Зоран Миланович отменил решения об аннулировании наград и званий Бранимира Главаша, принятые в 2010 году тогдашним президентом Иво Йосиповичем, и вернул ему звание и награды.